# Priaża
Priaża (ros. Пряжа) – osada typu miejskiego w północno-zachodniej Rosji, na terenie wchodzącej w skład tego państwa Republiki Karelii.
Miejscowość leży w rejonie priażyńskim, którego centrum administracyjne stanowi i liczy 4134 mieszkańców (2009 r.). Priaża jest jedynym ośrodkiem typu miejskiego na terenie tej jednostki podziału terytorialnego.